# Johann Christoph Schleicher
Johann Christoph Schleicher (26 de febrero de 1768 - 27 de agosto de 1834 ) fue un botánico, briólogo, micólogo, pteridólogo, y algólogo suizo. De origen alemán, fundó un jardín botánico en Bex, y un comercio de herbario.

## Algunas publicaciones[1]
- 1805. Plantae Cryptogamae Helveticae, quas in Locis Earum Natalibus Collegit et Exsiccavit J.C. Schleicher Cent. 1: nos 1-100. Bex, Suiza
- 1805. Plantae Cryptogamae Helveticae, quas in Locis Earum Natalibus Collegit et Exsiccavit J.C. Schleicher Cent. 2: nos 1-100 [101-200]. Bex, Suiza
- 1805. Plantae Cryptogamae Helveticae, quas in Locis Earum Natalibus Collegit et Exsiccavit J.C. Schleicher Cent. 3: nos 1-100 [201-300]. Bex, Suiza
- 1806. Plantae Cryptogamae Helveticae, quas in Locis Earum Natalibus Collegit et Exsiccavit J.C. Schleicher Cent. 4: nos 1-100 [301-400]. Bex, Suiza
- 1807. Plantae Cryptogamae Helveticae, quas in Locis Earum Natalibus Collegit et Exsiccavit J.C. Schleicher Cent. 5: nos 1-100 [401-500]. Bex, Suiza
- 1815. Catalogus hucusque Absolutus Omnium Plantarum in Helvetia Cis- et Transalpina Sponte Nascentium. Ed 3. 48 pp. Bex, Suiza (leer)
- 1821. Catalogus hucusque absolutus omnium plantarum in helvetia: quas continuis itineribus in usuam botanophilorum collogit... Ed. Gorrin & Routin. 6 pp.
- 1821. Catalogus plantarum in Helvetia sis-et transalpina sponte nascentum quas in continuis fere itineribus in usum botanophilorum collegit et summo studio collatione cum celeberrimorum auctorum descriptionibus et iconibus facta rite redegit. 4ª ed. Ed. Gorrin & Routin. 64 pp.

## Honores

### Epónimos
- (Sapindaceae) Schleichera Willd.[2]
- La abreviatura «Schleich.» se emplea para indicar a Johann Christoph Schleicher como autoridad en la descripción y clasificación científica de los vegetales.[3]